# Darrell Wesh
Pour les articles homonymes, voir Wesh.
Darrell Wesh (né le 21 janvier 1992 en Virginie, aux États-Unis) est un athlète américain devenu haïtien, spécialiste du sprint.
Il court le 100 m en 10 s 15 en tant qu'américain en 2012 à Des Moines. Il porte son record personnel à 10 s 14 à Raleigh le 20 avril 2013.
Le 17 mai 2015, il réalise 10 s 16 à Greensboro, ce qui représente le minima pour les Jeux olympiques de Rio. Le 30 avril, profitant d'un vent de 1,9 m/s, il court en 10 s 19 à Radford.